# Menan
Menan est une petite municipalité américaine située dans le comté de Jefferson, dans le sud-est de l'Idaho. La localité a été fondée par des colons de l'Église de Jésus-Christ des saints des derniers jours en 1879. Elle se trouve à un peu plus de 6 km au nord-ouest du siège du comté de Jefferson, Rigby, où se trouvent la plupart des services et des activités. Menan est située à 24 km au nord du centre-ville d'Idaho Falls, la plus grande ville de la région, et à une vingtaine de km au sud-ouest de Rexburg.

## Démographie
| 1910 | 1920 | 1930 | 1940 | 1950 | 1960 |
| ---- | ---- | ---- | ---- | ---- | ---- |
| 294  | 393  | 384  | 432  | 430  | 496  |

| 1970 | 1980 | 1990 | 2000 | 2010 | - |
| ---- | ---- | ---- | ---- | ---- | - |
| 545  | 605  | 601  | 707  | 741  | - |